# Park Ji-hoo
Park Ji-hoo (coreà: 박지후)  (Daegu, Dong-gu i Sincheon-dong, 7 de novembre de 2003) és una actriu sud-coreana coneguda pels seus papers protagonistes a la pel·lícula House of Hummingbird (2018), i a les sèries Jigeum Uri Hakgyoneun de Netflix (2022) i Jag-eun Assideul de TVN (2022).

## Trajectòria
Park va matricular-se al departament de teatre i cinema de la Universitat de Hanyang el novembre de 2021. El 2014 Park va començar a actuar ocasionalment després de participar en una audició al carrer. Després va fer el seu debut com a actriu al curtmetratge Home Without Me el 2016, abans d'aconseguir papers menors a Vanishing Time: A Boy Who Returned (2016), Fabricated City (2017) i The Witness (2018).
El 2018 Park va protagonitzar House of Hummingbird, interpretant el seu primer paper principal en un llargmetratge, tasca que li va valer el reconeixement general per la seva actuació a la pel·lícula. A l'abril de 2021, Park va rodar la pel·lícula de thriller de catàstrofes d'Um Tae-hwa Concrete utopia, juntament amb Lee Byung-hun, Park Bo-young i Park Seo-joon.
El 2022 va obtenir reconeixement internacional després de treballar a la sèrie de Netflix sobre un apocalipsi zombi, Jigeum Uri Hakgyoneun. També va aparèixer a la sèrie Jag-eun Assideul de TVN al costat de Kim Go-eun, Nam Ji-hyun i Wi Ha-joon.